# IX Equilibrium
Pour les articles homonymes, voir Equilibrium.
Albums de Emperor
Anthems To The Welkin At Dusk
(1997) Emperial Live Ceremony
(2000)
IX Equilibrium est le troisième album studio du groupe de black metal symphonique norvégien Emperor. L'album est sorti le 23 novembre 1999 sous le label Candlelight Records.
Le chant est différent sur cet opus par rapport aux précédentes œuvres de Emperor. Il y a, en effet, alternance entre un chant clair et un chant black metal.

## Musiciens
- Ihsahn – chant, guitare, synthetiseur, basse
- Samoth – guitare
- Trym – batterie

## Liste des morceaux
1. Curse You All Men! – 4:41
2. Decrystallizing Reason – 6:23
3. An Elegy of Icaros – 6:39
4. The Source of Icon E – 3:43
5. Sworn – 4:30
6. Nonus Aequilibrium – 5:49
7. The Warriors of Modern Death – 5:00
8. Of Blindness and Subsequent Seers – 6:48
9. Outro – 0:28